# Дашо Дашев
Дашо Лалев Дашев (Калин) е участник в Съпротивителното движение по време на Втората световна война. Български партизанин от Народна бойна дружина „Чавдар“.

## Биография
Дашо Лалев е роден на 12 август 1923 г. в с. Брестово, Ловешко. Прогимназиалното си образование завършва в родното си село и се записва ученик в Ловешката смесена гимназия „Цар Борис III“. В училището се включва в марксическите кръжоци, а по-късно през 1938 г. става член на РМС. За активна комунистическа дейност през пролетта на 1942 г. е изключен от всички училища в страната.
Завърнал се на село, той се поставя изцяло в помощ на партизаните. Снабдява ги с храна, боеприпаси, урежда им срещи, укрива ги. На 19 октомври 1942 г., след участие в партизанска акция в с. Брестово, се присъединява към Народна бойна дружина „Чавдар“ (командир Христо Кърпачев). Приема партизанско име Калин. Като партизанин е сътрудник на Околийския комитет на РМС и отговорник на район. Известно време е в Троянско и заедно с Цанко Патарински работи за укрепването на ремсовите организации и бойните групи. Участва в изгарянето на фабрика „Обнова“ в с. Черни Осъм.
На 29 май 1943 г. заедно с партизаните Тодор Табаков и Дешка Йорданова е предаден и убит в престрелка с полицейско подразделение в местността Черковището между селата Къкрина и Брестово.